# Arcadio López
Arcadio Julio López (Buenos Aires, 1910. szeptember 15. – ?) argentin labdarúgó-középpályás.